# Obwód Gjirokastra
Obwód Gjirokastra (alb. qarku i Gjirokastrës) – jeden z dwunastu obwodów w Albanii.
W skład obwodu wchodzą okręgi: Gjirokastra, Përmet i Tepelena. Stolicą obwodu jest Gjirokastra.
W 2011 roku według spisu ludności w obwodzie zamieszkiwało 262 785 mieszkańców. Wśród nich było 77,86% Albańczyków, 7,43% Greków, 0,095% Arumunów, 0,13% Romów, 0,03% Egipcjan, 12,09% ludności nie udzieliło odpowiedzi. Muzułmanie stanowili 38,54%, bektaszyci 8,48%, katolicy 2,07%, ewangelicy 0,08%, prawosławni 17,43%, ateiści 6,30%; odpowiedzi nie udzieliło 15,16% ludności.